# Трампа
Трампа или бартер (послови) је систем размене којом се роба или услуге директно размењују за друге робе или услуга без употребе средства размене, као што је новац. То је обично билатерални однос, али може бити мултилатерални посредовањем путем бартер организација и обично постоји паралелно са монетарним системима у већини развијених земаља, иако у веома ограниченом обиму. 
Бартер обично замењује новац као метод размене у временима монетарних криза. Такав је случај, када су валуте нестабилне (на пример: хиперинфлација или дефлаторна спирала) или када су новчана средства једноставно недоступна за обављање трговине.